# Distretto di Žeti-Öguz
Il distretto di Žeti-Öguz (in kirghiso Жети-өгүз району?, Jeti-ögüz rayonu) è un distretto (raion) del Kirghizistan con  capoluogo Kyzyl-Suu.

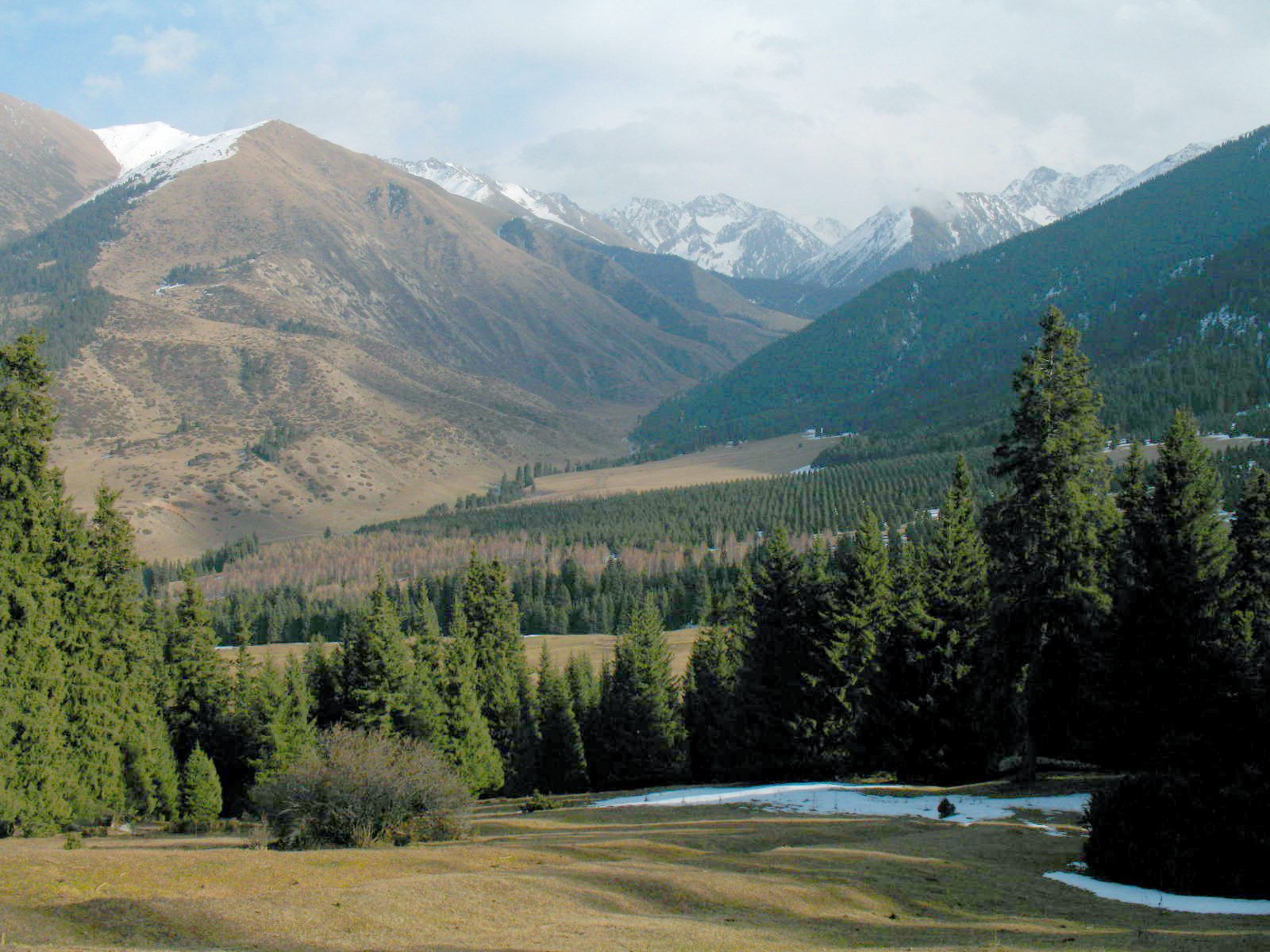
Panorama del distretto